# Unplugged (album 5’nizza)
Unplugged (ros. Анплаггед, wym. [anplagd]) – nieoficjalny album ukraińskiej grupy 5’nizza. Nagrany w 2002 roku. W tym czasie zespół nie miał swojego producenta. Płyta ukazała się w latach 2002-2003 w Moskwie z naruszeniem praw autorskich. Album został dobrze rozprzestrzeniony po krajach WNP, szczególnie w Rosji i umożliwił 5'nizzy dotarcie do szerokiej publiczności.
Zespół sam reklamował to nieoficjalne „wydanie”. Pomimo pirackich wersji sprzedawano także płyty licencjonowane, jednak nie w takim nakładzie jak w pierwszym rzucie. Następnie ukazał się album Piatnica, oficjalnie pierwszy.

## Lista utworów
| Numer ścieżki | Tytuł                              | Tytuł oryginalny     | Transkrypcja tytułu oryginalnego |
| ------------- | ---------------------------------- | -------------------- | -------------------------------- |
| 1             | Żołnierz                           | Солдат               | Sałdat                           |
| 2             | 5’nizza                            | 5’Nizza              | Piatnica                         |
| 3             | Jamajka                            | Ямайка               | Jamajka                          |
| 4             | Siurnaja                           | Сюрная               | Siurnaja                         |
| 5             | Sen                                | Сон                  | Son                              |
| 6             | Jestem z tobą                      | Я с тобой            | Ja s toboj                       |
| 7             | Rzuciłeś                           | Ты кидал             | Ty kidał                         |
| 8             | Nie jestem tym...                  | Я не той             | Ja nie toj                       |
| 9             | Strzała                            | Стрела               | Streła                           |
| 10            | Woda                               | Вода                 | Wada                             |
| 14            | Ja ciebie pie...                   | Я тебя вы…           | Ja tebia wy...                   |
| 11            | Wiosna                             | Весна                | Wiesna                           |
| 12            | Big Badda Boom!                    | Big Badda Boom!      | Big Badda Bum!                   |
| 13            | Newa                               | Нева                 | Niewa                            |
| 15            | Wolność                            | Свобода              | Swaboda                          |
| 16            | Odchodząc zbyt wcześnie            | Ушедшим слишком рано | Uszedszym sliszkom rano          |
| 17            | Jammin (cover utworu Boba Marleya) | Jammin'              | Dżamin                           |